# 뱀파이어 아카데미 (영화)
《뱀파이어 아카데미》(Vampire Academy)는 2014년 공개된 미국의 영화로, 동명의 소설을 원작으로 한다.

## 줄거리
만약 당신이 피를 마시는 영원불멸한 존재라면, 언제든지 입학을 환영합니다!
성 블라디미르 아카데미는 뱀파이어 왕족인 모로이 종족과 이들을 지켜야 하는 의무를 갖는 수호자 댐퍼 종족 학생들만을 위한 특별한 학교다. 열일곱살이 된 ‘로즈’는 가장 친한 친구인 모로이 공주 ‘리사’를 수호하는 댐퍼로 ‘리사’에게 닥친 위험을 감지하고 남몰래 학교를 탈출하지만, 선생님들에게 붙잡혀 다시 학교로 돌아오게 된다.
 하지만 모두가 가장 안전하다고 믿던 학교 안에서는, 알 수 없는 사건들이 연이어 일어난다.
 결국 ‘로즈’는 위험으로부터 ‘리사’를 지키기 위해 ‘디미트리’ 선생님에게서 비밀스럽게 특별한 호신술 수업을 받기 시작하고, 홀로 남겨진 ‘리사’는 정체가 의심스러운 반항아 ‘크리스티안’과 점점 가까워지기 시작하는데…

## 배역
- 조이 도이치 : 로즈 해서웨이 역
- 루시 프라이 : 바실리사 드라고미어 역
- 다닐라 코르조브스키 : 디미트리 벨라코브 역
- 올가 쿠릴렌코 : 키로바 역
- 도미닉 셔우드 : 크리스티앙 오제라 역
- 사라 힐랜드 : 나탈리 역
- 조엘리 리차드슨 : 퀸 타치아나 역
- 카메론 모나한 : 메이슨 역
- 가브리엘 번 : 빅터 역
- 사미 게일 : 미아 역
- 클레어 포이 : 카프 역
- 로리 플렉-바이른 : 안드레 역
- 에드워드 홀크로프트 : 아론 역